# تصنيف النبات

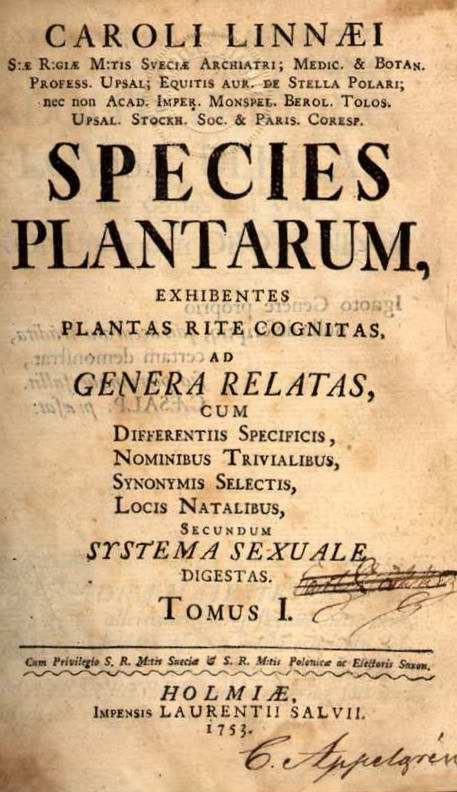

تصنيف النبات (بالإنجليزية: Plant taxonomy)‏ هو علم تصنيف وتسمية النباتات. يقوم علم التصنيف بتقسيم النباتات تبعًا لعلاقاتها بعضها ببعض، ويهتم أيضًا بدراسة بقايا النباتات، أو الأحافير. تأسس علم التصنيف الحديث على يد العالم السويدي كارولوس لينيوس. يستعمل التصنيف نظام التسمية الثنائية المكونة من الجنس والنوع للدلالة على النبات.

## نبذة تاريخية
كانت المحاولات الأولى لتقسيم النبتات على أساس حجم النبتات فقسمها أرسطو (380 ق.م) إلى أشجار وشجيرات وأعشاب. ثم بعد ذلك قام لينيوس باستعمال الصفات الزهرية وكذلك اقتراح نظام التسمية الثنائية.
ومن ثم تتابعت نظم التقسيم والأسس القائمة عليها حتى وضع بنتام وهوكر نظاماً مشهوراً ذي أقسام أربعة:
- النباتات الثالوسية Thallophyta
- النباتات الحزازية Bryophyta
- النباتات الترددية Pteridophyta
- النبتات البذرية Spermaphyta

## تصنيف النباتات البستانية
كانت أول محاولة لتقسيم النباتات البستانية إلى نباتات نافعة ونباتات ضارة أي تبعاً لقيمتها. فالنباتات النافعة هي ما تصلح للغذاء أو المستخدمة في الوقود. بعد ذلك قسمت النباتات البستانية تبعاً لطريقة الاستخدام وهذا النوع من التقسيم مفيد من الناحية العلمية لما لها من فوائد تلبي احتياجات المنظمين لها. وغالباً ما يضاف إلى مثل هذا التقسيم التطبيقي للنباتات حسب بعض الصفات الظاهرية مثل شكل الأزهار وتكوينها أو ظواهر فسيولوجية أخرى، لذلك فقد توصف النباتات على مظاهر النمو والظواهر الفسيولوجية كأن توصف العينات بأنها عصيرية (عشبية) أو (خشبية). تسمى النباتات البذرية العصيرية التي تمتلك سوقاً دعامية خاصة عشبيات (بالإنجليزية: Herbs)‏. بينما تسمى النباتات التي تحتاج إلى دعامة في نموها متسلقات أو مدادات فإذا لم تكن متخشبة يطلق عليها (بالإنجليزية: Vine)‏ وإذا كانت متخشبة فتسمى (بالإنجليزية: Liana)‏.
النبتات الخشبية القائمة ذاتياً يطلق عليها إما شجيرات (بالإنجليزية: Shrubs)‏ أو أشجار (بالإنجليزية: Trees)‏.